# Coliadinae
Sous-famille
Les Coliadinae sont une sous-famille de lépidoptères (papillons) de la famille des Pieridae. Elle regroupe environ 300 espèces.

## Taxonomie
Ce taxon a été décrit par le biologiste britannique William Swainson en 1827.

## Noms vernaculaires
En anglais, les espèces de la sous-famille des Coliadinae sont appelées les yellows et les sulphurs.

## Liste des genres
La sous-famille des Coliadinae se compose d'environ dix-huit genres :
- Nathalis Boisduval, 1836
- Kricogonia Reakirt, [1864]
- Pyrisitia Butler, 1870
- Eurema Hübner, [1819]
- Abaeis Hübner, [1819]
- Teriocolias Röber, 1909
- Leucidia Doubleday, 1847
- Gandaca Moore, 1906
- Gonepteryx Leach, [1815]
- Dercas Doubleday, [1847]
- Phoebis Hübner, [1819]
- Aphrissa Butler, 1873
- Rhabdodryas Godman & Salvin, 1889
- Prestonia Schaus, 1920
- Catopsilia Hübner, [1819]
- Anteos Hübner, [1819]
- Colias Fabricius, 1807
- Zerene Hübner, [1819]

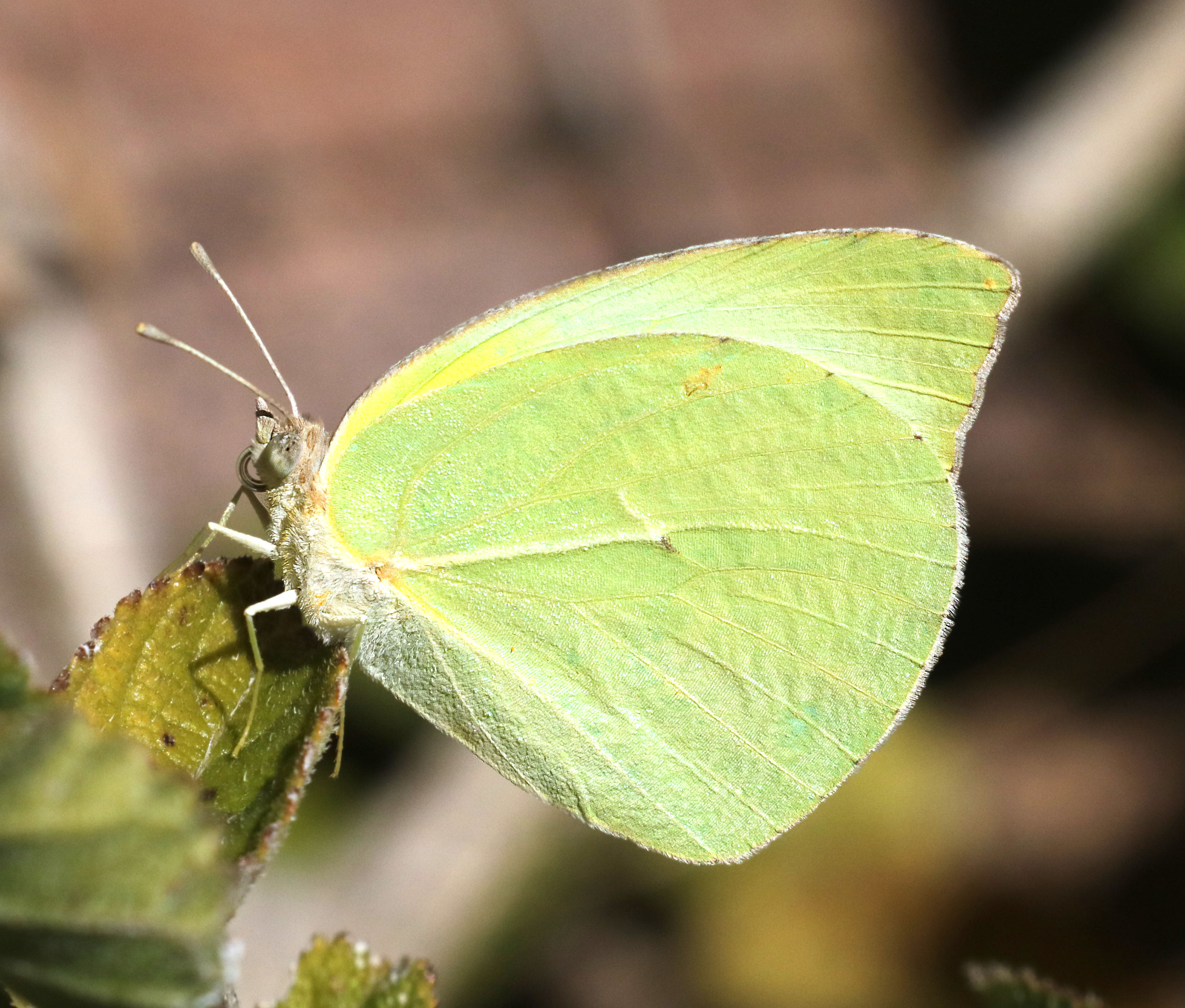
Kricogonia lyside
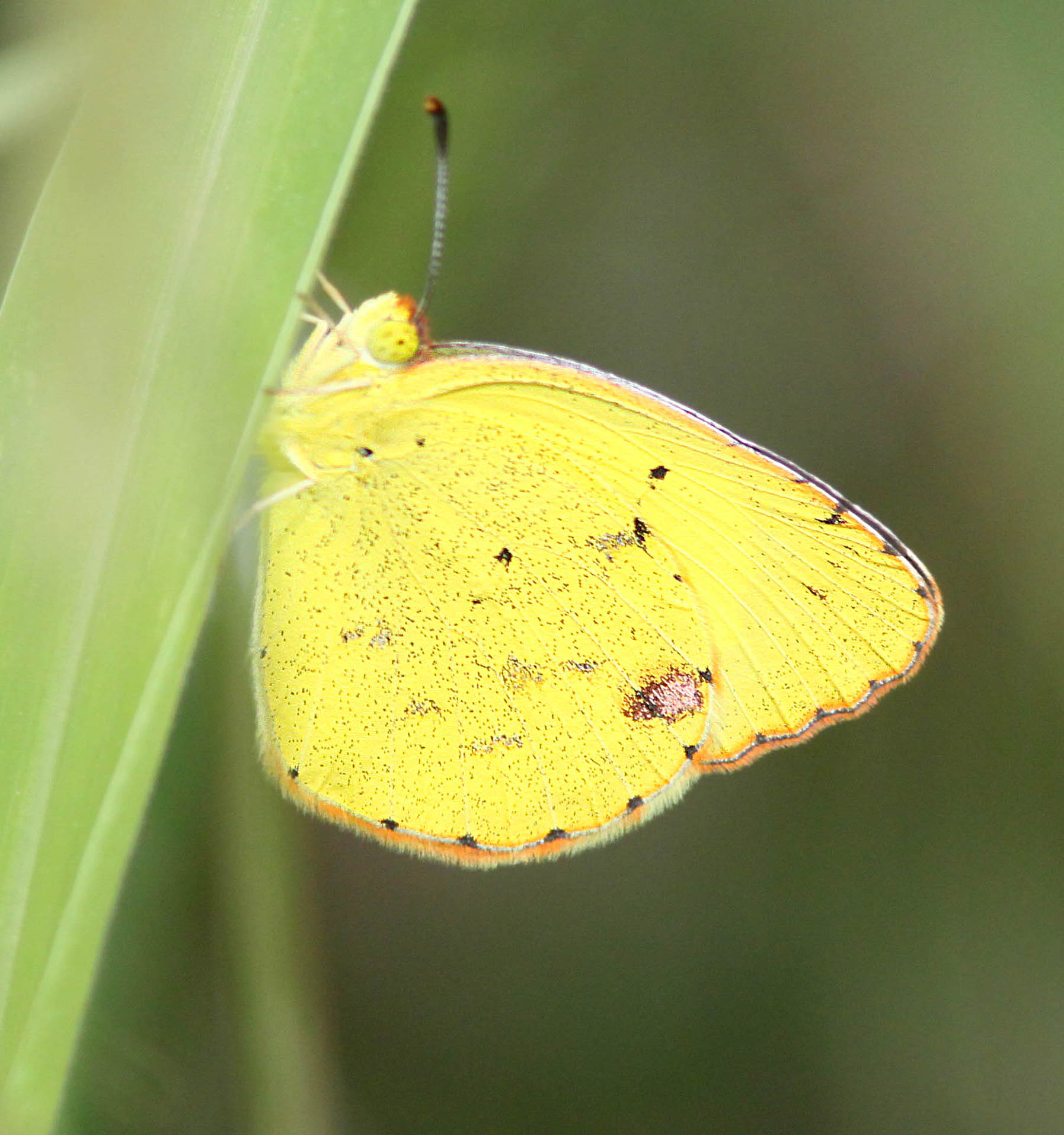
Pyrisitia lisa
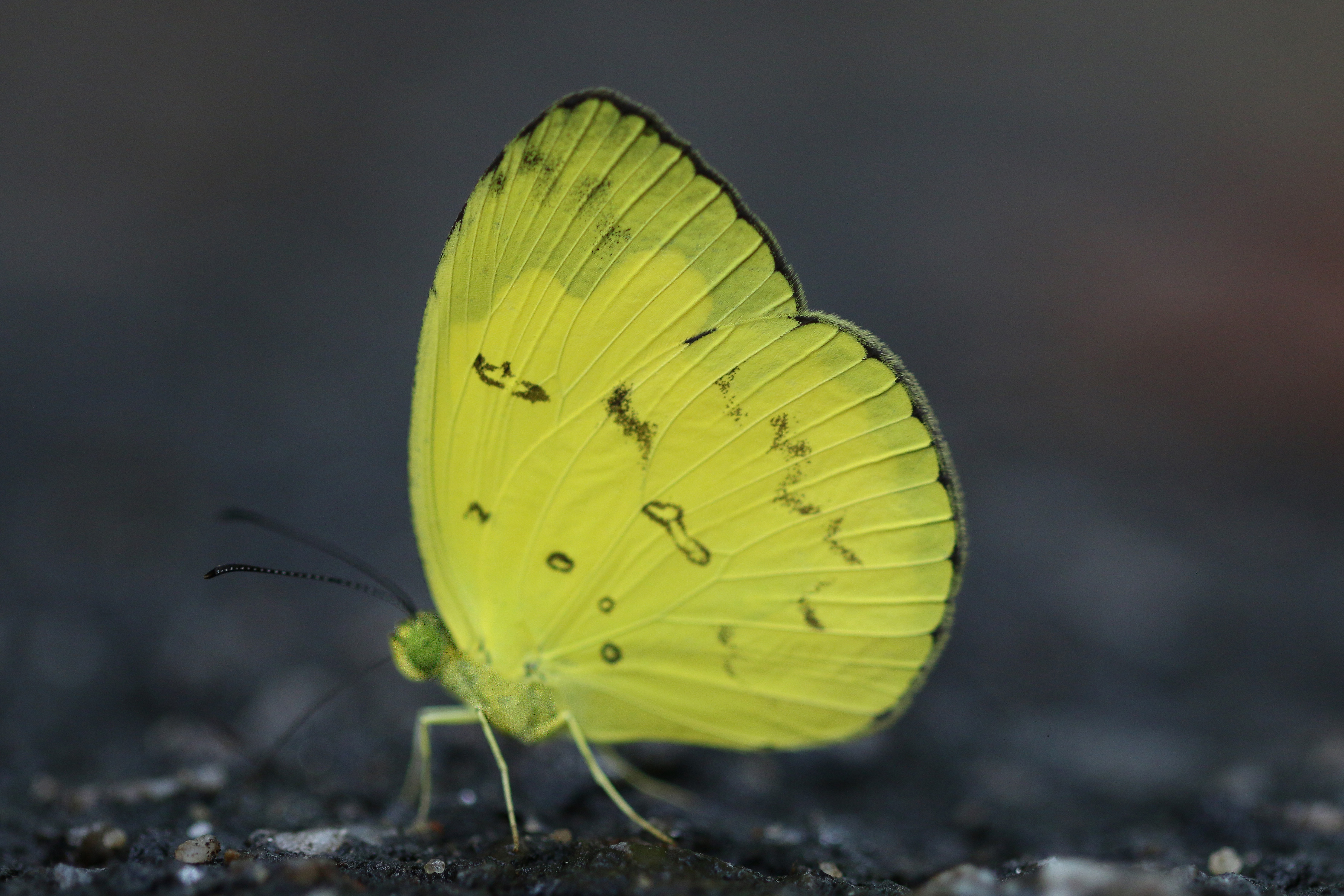
Eurema hecabe
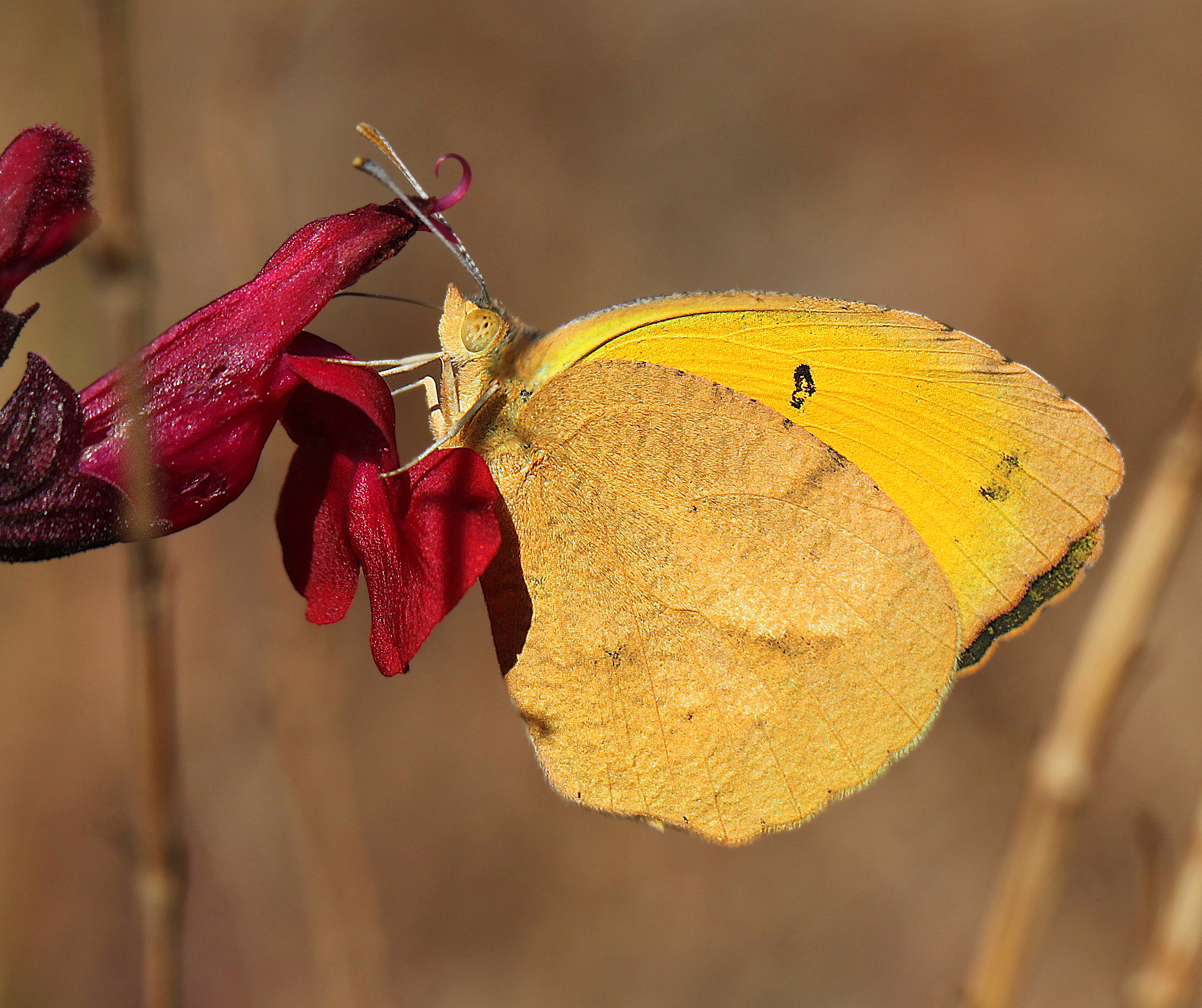
Abaeis nicippe
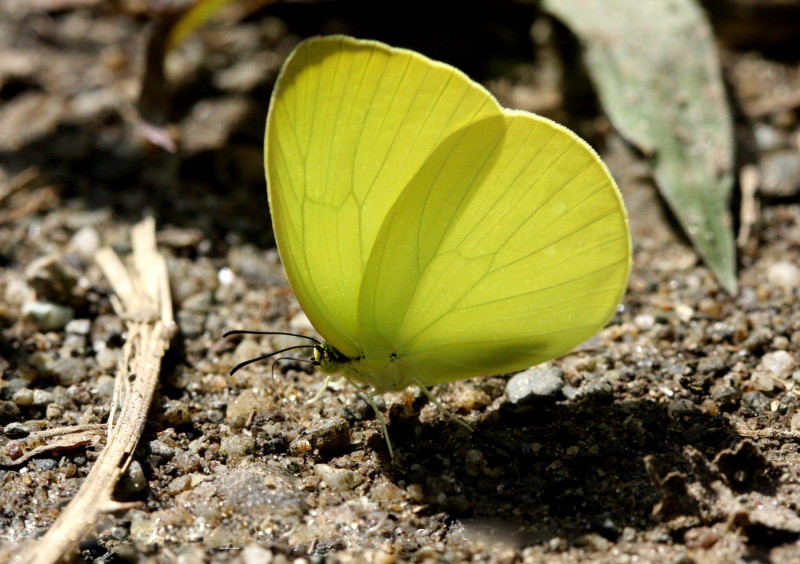
Gandaca harina
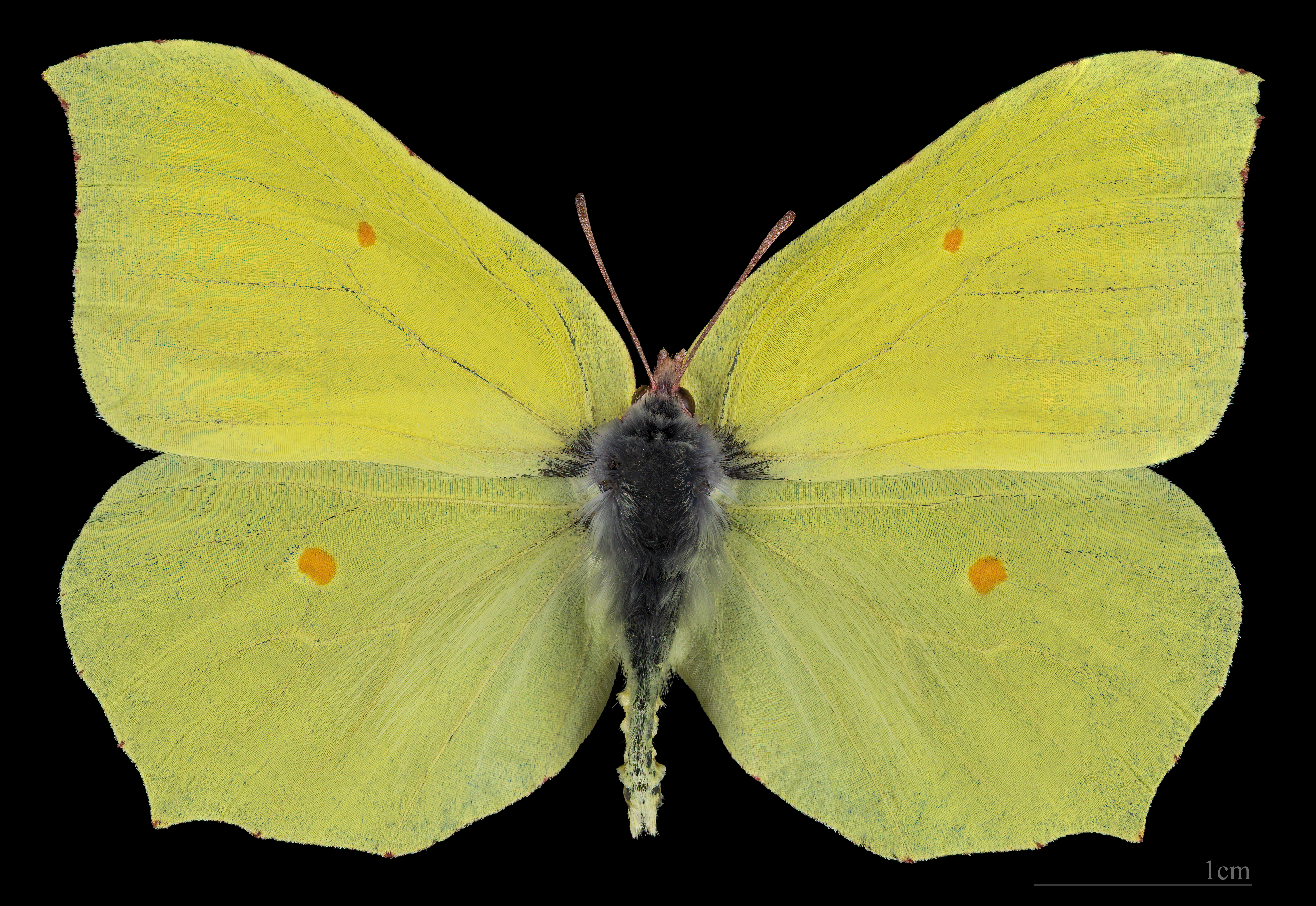
Gonepteryx rhamni
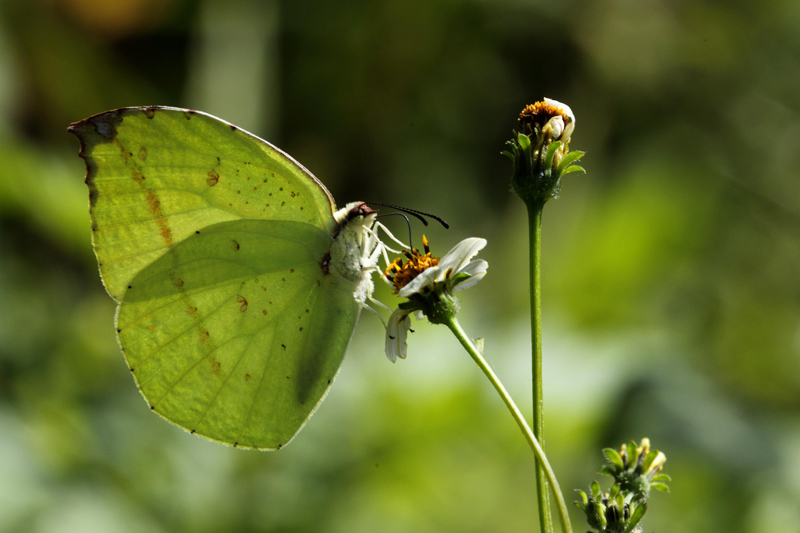
Dercas lycorias
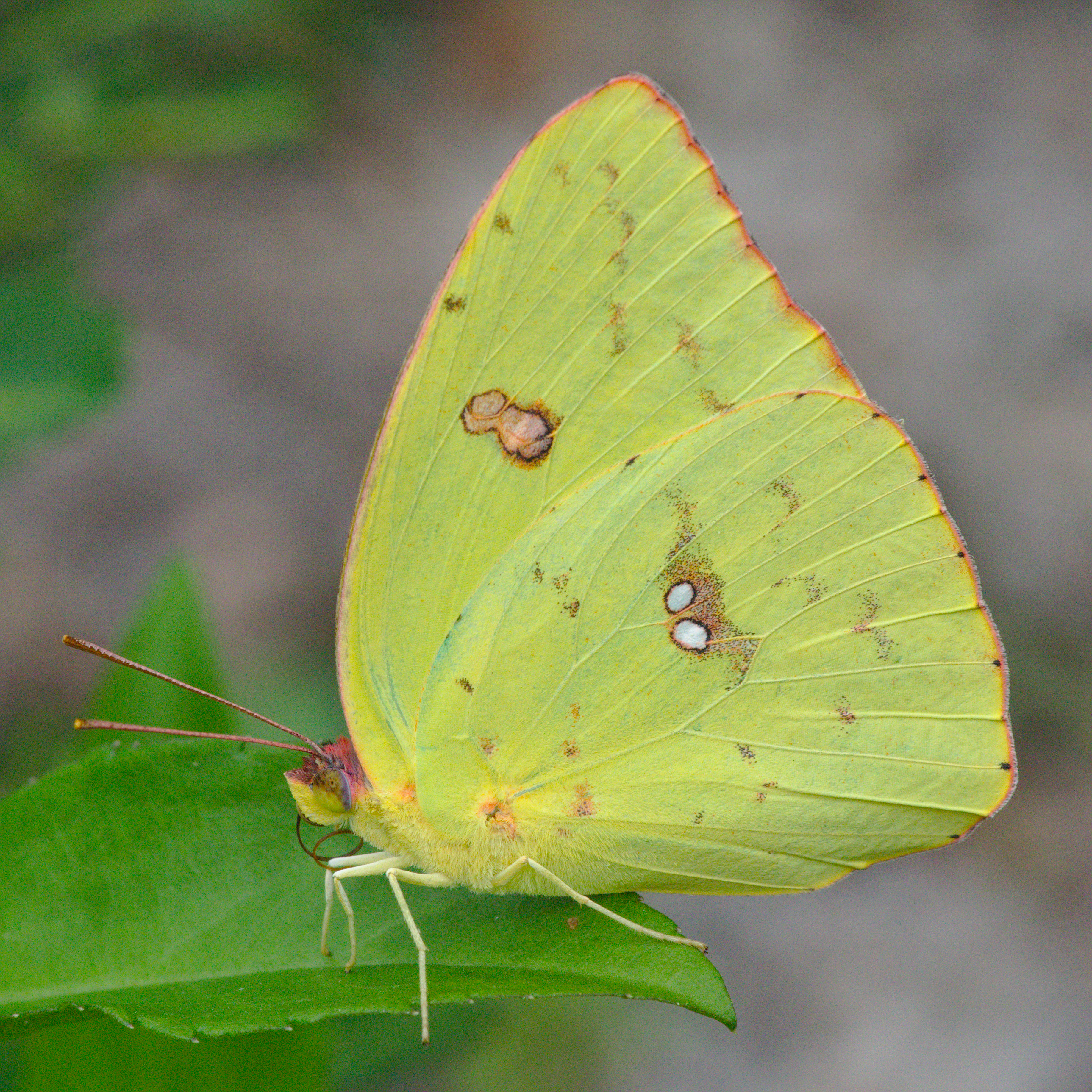
Phoebis philea
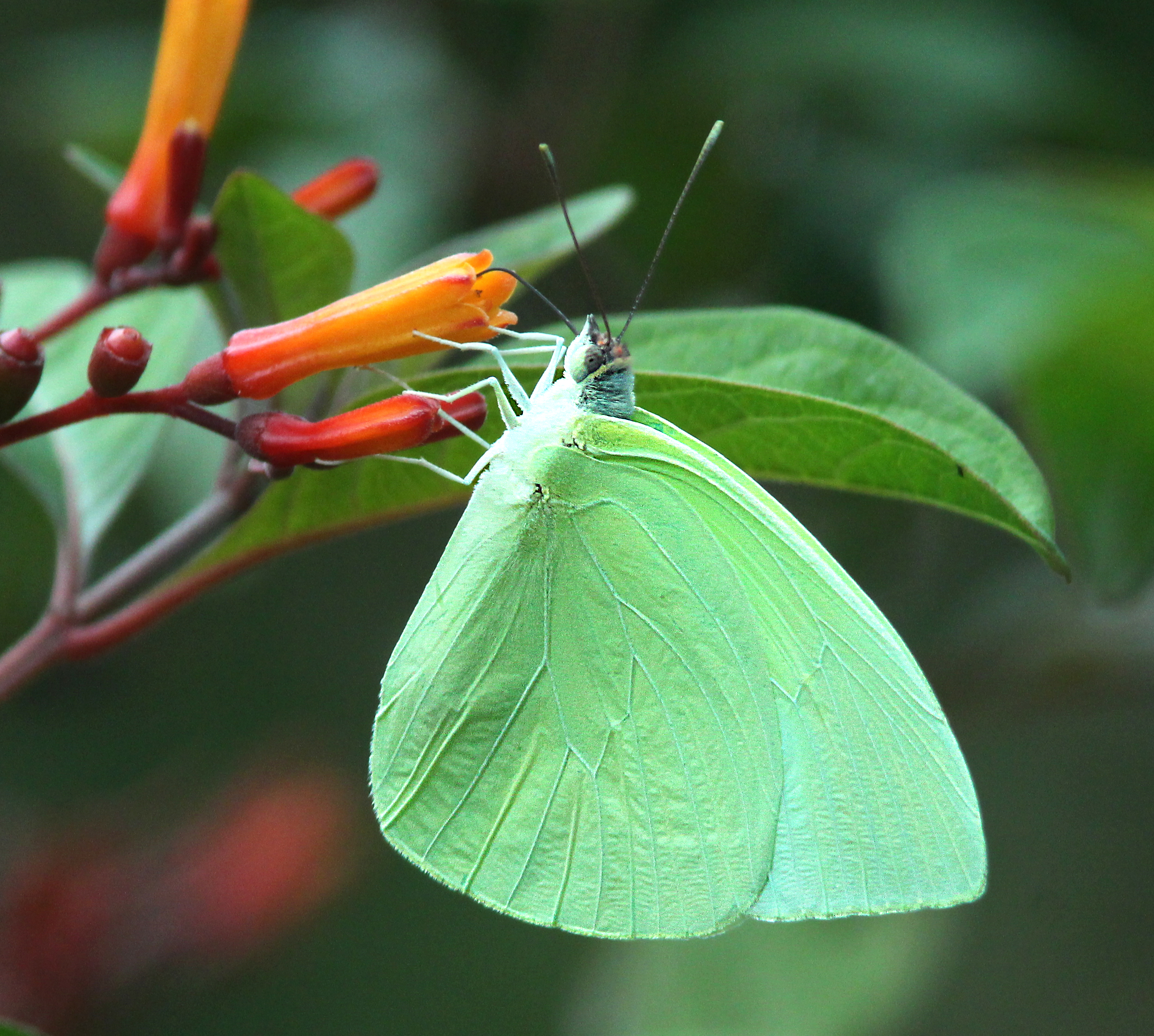
Aphrissa statira
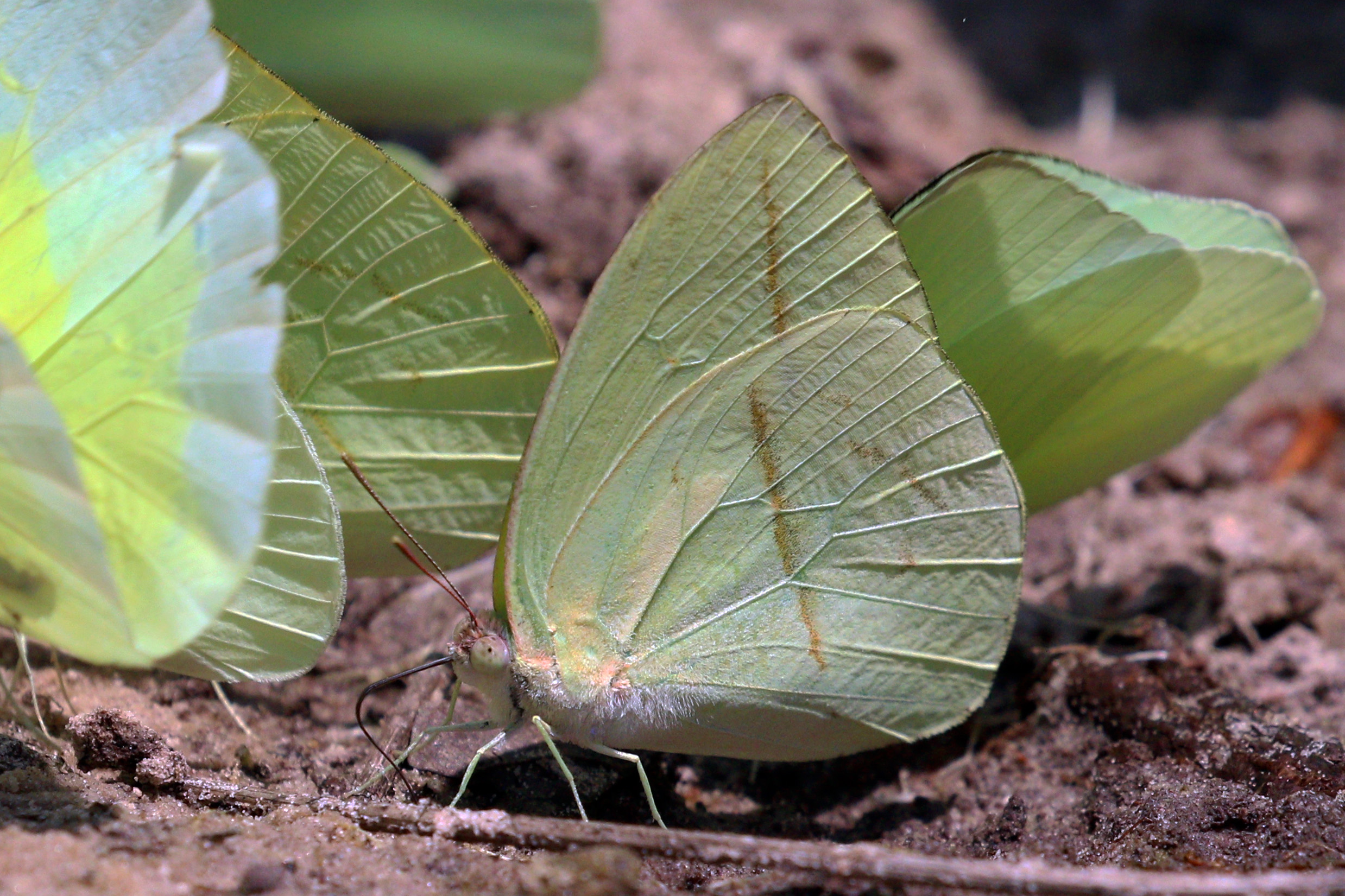
Rhabdodryas trite
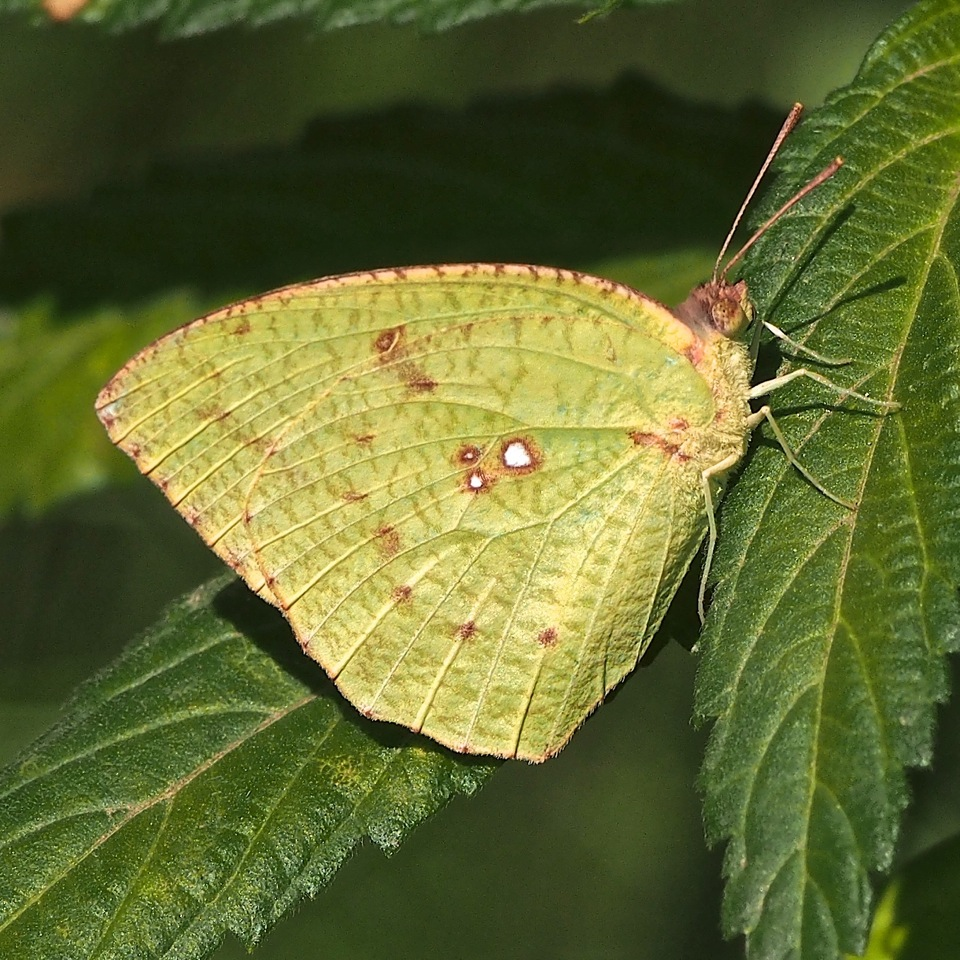
Catopsilia pyranthe
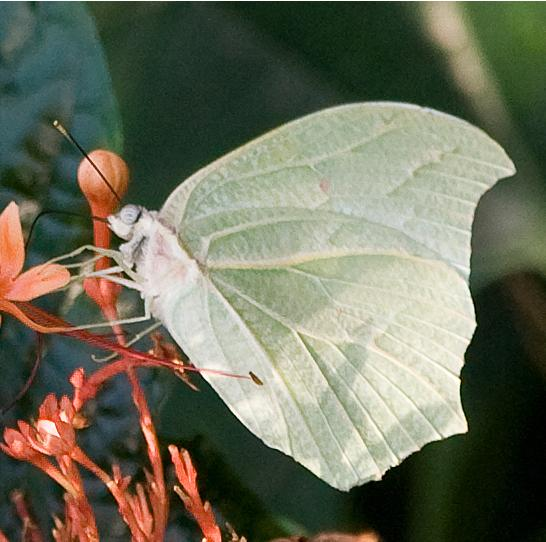
Anteos clorinde
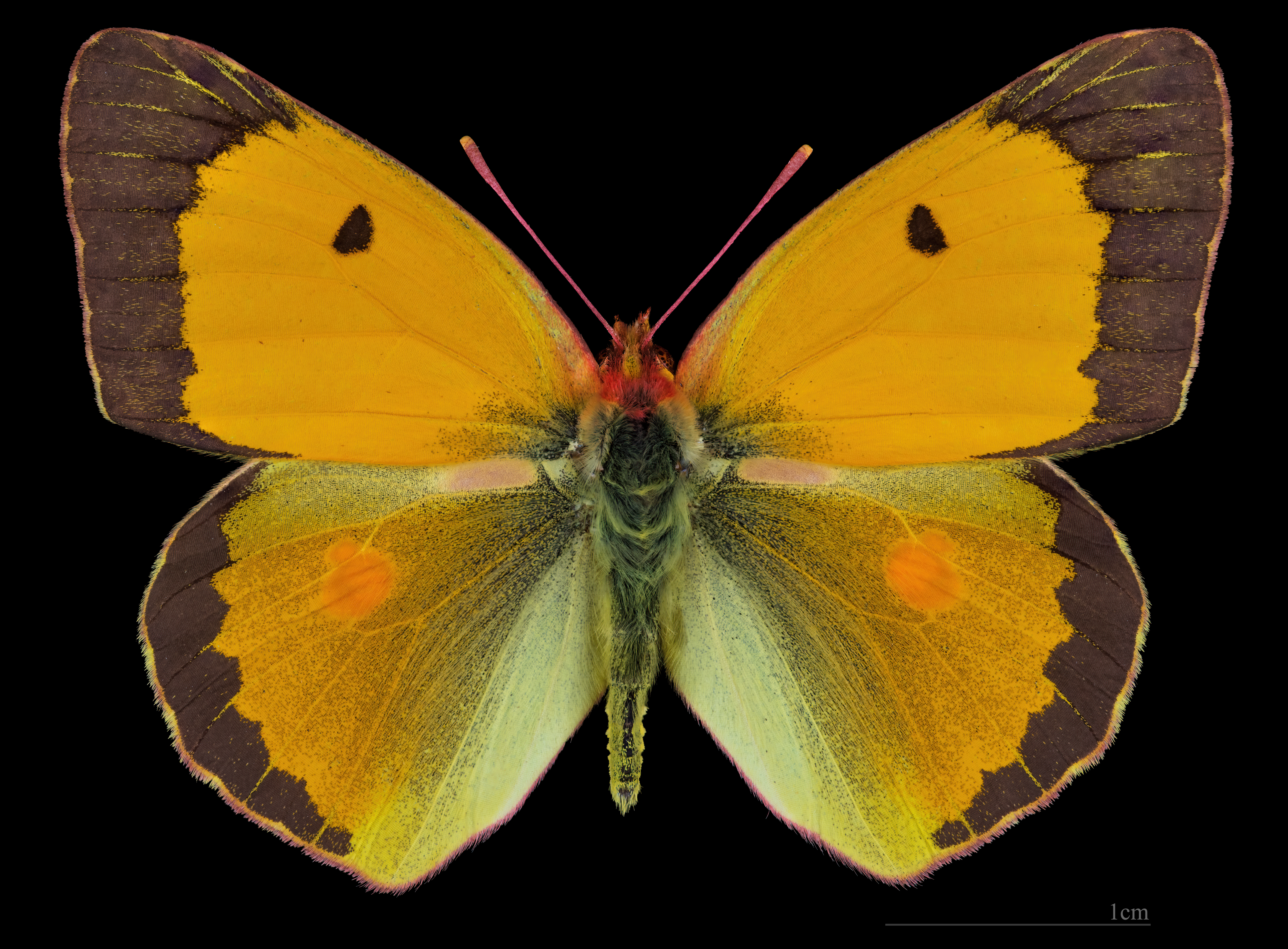
Colias crocea
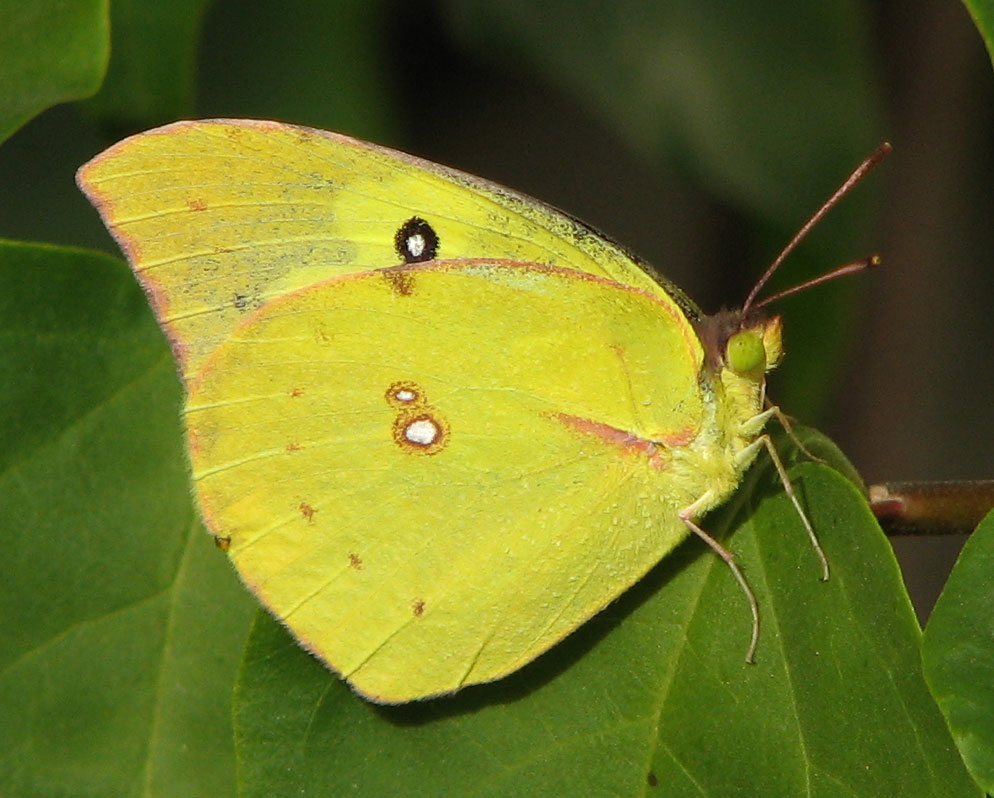
Zerene cesonia